# Грижа Шморля
Грижа Шморля (вузли Шморля), розм. кила Шморля — це випинання пульпозного ядра міжхребцевого диска в губчасту речовину тіла хребця. Вперше це патологічне утворення описав у 1927 р. Крістіан Георг Шморль, тому ці грижі називають вузлами або грижами Шморля.
На відміну від міжхребцевої грижі, яка «випадає» в просвіт хребтового каналу, грижа Шморля не може призводити до травмування сегментарних нервових та/або судинних структур або спинного мозку і тому не є травматичним елементом. У разі розвитку больового синдрому при грижі Шморля необхідно провести МРТ або МСКТ ураженого відділу хребта для виключення міжхребцевої грижі чи онкопатології (метастазів).
Грижа Шморля не є самостійним захворюванням, вона пов'язана з іншою патологією хребта, наприклад, остеопорозом, який характеризується зменшенням щільності кісткової тканини та витонченням замикальних пластинок тіл хребців, що і є причиною випинання (секвестрації) в тіло хребця пульпозного ядра при осьових навантаженнях.
Наявність грижі є предиктором компресійного перелому тіл хребців. Тому необхідно вжити заходів для того, щоби зупинити патологічний процес. Рекомендується раціональне харчування, курс витягування хребта, щоденне виконання спеціальної гімнастики, плавання. Краще виключити заняття на силових тренажерах, аеробіку, шейпінг та інші види спорту з вертикальним навантаженням.

## Причини появи гриж Шморля
Поява цих гриж у більшості випадків зумовлена поєднанням таких факторів, як недостатня мінеральна щільність кісткової тканини, зокрема, замикальних пластинок тіл хребців, яка зумовлює її травматизацію пульпозним ядром міжхребцевого диска. При осьових навантаженнях пульпозне ядро міжхребцевого диска переміщується у тіло одного або обох хребців.

## Клініка
Поодинокі грижі Шморля (вони зустрічаються в 75 % випадків всіх гриж Шморля) є випадковою рентгенологічною знахідкою або при проведенні магнітно-резонансної томографії (МРТ).
За деякими анатомічно необґрунтованими даними вважається, що лише при рідкісному «передньому» розташуванні гриж з'являються болі. Причиною болю можуть бути не тільки передні, але й численні грижі Шморля (вони зустрічаються в 25 % випадків). Болі посилюються при фізичному навантаженні, а також при тривалому перебуванні в незручній позиції, вертикальному положенні, причина — міофасціальний біль внаслідок рефлекторної міофіксації за рахунок травми меніскоїда фасеточних (міжхребцевих) суглобів, оскільки амортизувальна функція міжхребцевого диска зменшується.
Вінницька школа вертебрології говорить, що клінічно грижі Шморля можуть ніяк себе не проявляти.

## Діагностика
Основними методами візуалізації є рентгенографія хребта, комп'ютерна томографія (КТ), а також магнітно-резонансна томографія (МРТ).

## Лікування
Перш за все лікують основне захворювання — остеопороз і його причини. Також використовують ЛФК в тракційному та тракційно-тренувальному режимах.:
1. Зменшення навантаження
2. Усунення основної патології хребта (остеопорозу) та її причин
3. ЛФК в тракційному та тракційно-тренуючому режимах.